# Holstentor

De Holstentor

De Holstentor is een van de twee overgebleven toegangspoorten tot de Duitse hanzestad Lübeck.
Dit laat-gotische bouwwerk bestaat uit twee torens met een toegangspoort ertussen en werd in de 15e eeuw gebouwd. Het is een voorbeeld van de Noord-Europese baksteengotiek. In de loop van de eeuwen is de toren 50 cm weggezakt en moest een aantal keren gerestaureerd worden om te voorkomen dat deze volledig in zou storten.
Tegenwoordig is de poort een museum. Sinds 1987 staat de poort op de Werelderfgoedlijst van UNESCO.